# Reino de Sujotai
El reino de Sujotai (en tailandés, อาณาจักรสุโขทัย), también referido como Sukhothai por su transliteración al inglés, fue un antiguo reino del centro-norte de Tailandia.
Fue fundado a mediados del siglo XIII cuando un gobernante local tai acaudilló una revuelta en contra del dominio jemer. Existió solo como un pequeño poder regional hasta su tercer gobernador, Ramkhamhaeng, habiendo heredado el reino cerca del año 1279. Él extendió su poder hacia el sur sobre la península de Malaca, hacia el oeste al interior de lo que hoy es Birmania y al noreste en el actual Laos. A su fallecimiento en 1298 el reino comenzó a perder poder y en 1438 fue absorbido por el reino de Ayutthaya.